# Magnus Ericsson

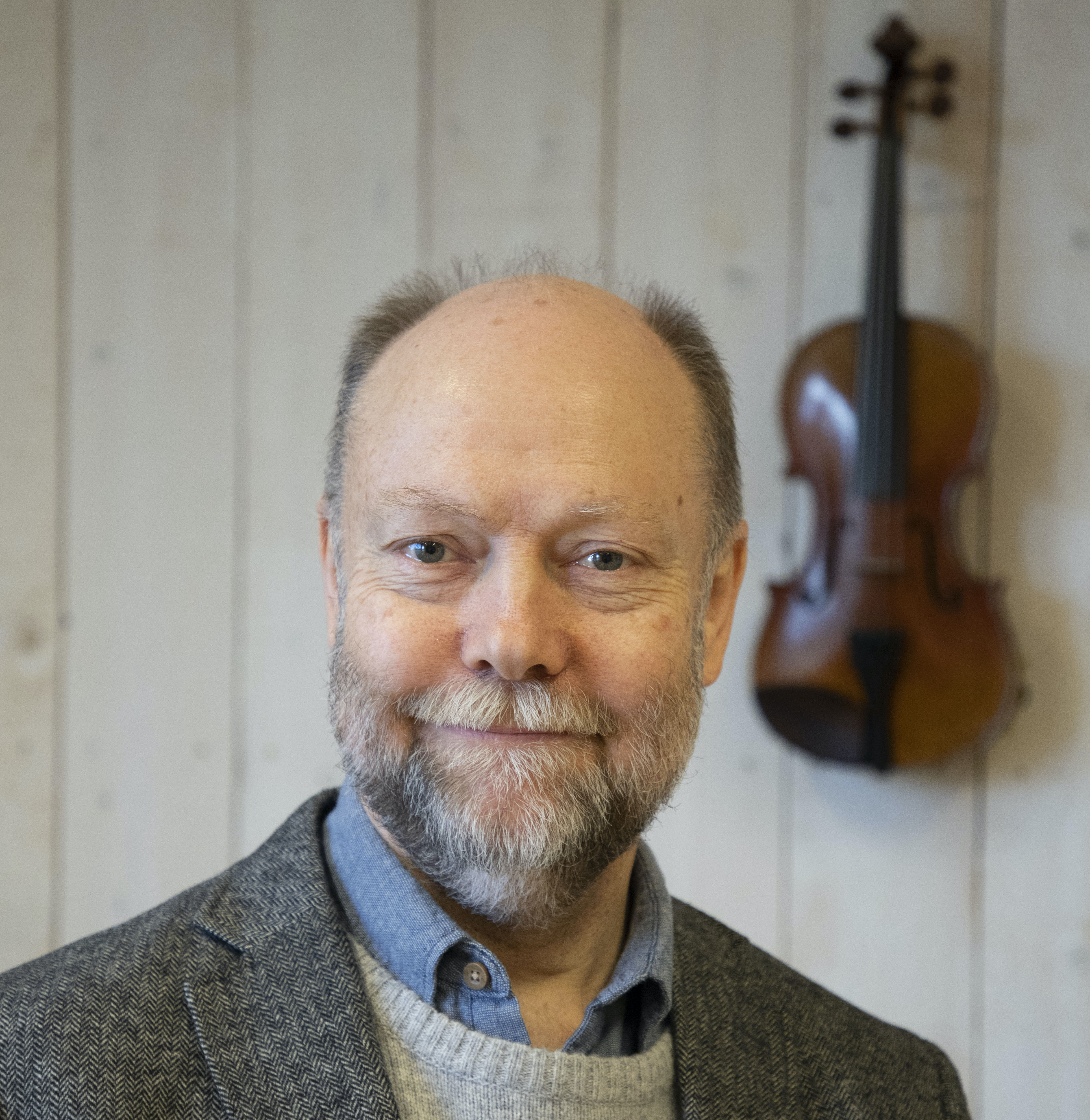
Magnus Ericsson.

Magnus Ericsson, född 1956 i Arvika är en svensk violinist, dirigent och pedagog.

## Biografi
Magnus Ericsson är utbildad vid Arvika kommunala musikskola sedan följde studier vid Konservatoriet & Akademien i Prag ( Pražská konzervatoř & HAMU ) samt Edsbergs musikinstitut utanför Stockholm. Vid den sistnämnda institutionen, där han studerade violin hos Endre Wolf , tog han kammarmusikdiplom 1979 och solistdiplom 1980. 
Han började undervisa fiol på Arvika Kommunala Musikskola 1980.  
1992 blev han utnämnd till professor i fiolin vid Norges Musikkhøgskole i Oslo. 
Han var förste konsertmästare i Oslo-Filharmonien under maestro Mariss Jansons ledning 1984–1999 och förste konsertmästare i Kungliga Filharmoniska Orkestern i Stockholm under perioden 1999–2010. 
Sedan 2005 är han professor i violin vid Musikhögskolan Ingesund / Karlstads universitet.

## Diskografi
- Swedish String Music på Spotify  (eller som den hette först : Nordic light. Royal strings (stråkorkester ur Kungliga Filharmonikerna), dirigent Magnus Ericsson. BIS-CD-1181, 2000.)
- Ericsson & Mellqvist. Magnus Ericsson, violin, Hans-Olov Mellqvist, piano. 2010.